# Ardagh (ort i Irland, Leinster)
Ardagh (iriska: Ardach) är en ort i republiken Irland. Den ligger i grevskapet An Longfort och provinsen Leinster, i den centrala delen av landet. Ardagh ligger 105 meter över havet och antalet invånare är 1 006.
Terrängen runt Ardagh är huvudsakligen platt. Ardagh ligger uppe på en höjd. Trakten runt Ardagh består i huvudsak av jordbruksmark.